# Hitender Beniwal
Hitender Hitender Beniwal (ur. 26 czerwca 1992) – indyjski zapaśnik startujący w stylu wolnym. Zajął 25. miejsce na mistrzostwach świata w 2013. Brązowy medalista mistrzostw Azji w 2013. Mistrz Wspólnoty Narodów w 2016 i 2017. Siódmy w Pucharze Świata w 2016 roku.